# Seznam generalov Kontinentalne vojske
Seznam generalov Kontinentalne vojske.

## A
William Alexander - John Armstrong - Benedict Arnold - 

## B
Daniel Brodhead - 

## C
James Clinton - Thomas Conway - 

## D
Philemon Dickinson - Louis Lebèque Duportail - 

## G
Horatio Gates - John Glover - Nathanael Greene - 

## H
Edward Hand - William Heath - Robert Howe - 

## K
Johann de Kalb - Henry Knox - Tadeusz Kosciuszko - 

## L
Marie-Joseph-Paul-Roch-Yves-Gilbert du Motier, marquis de La Fayette - Ebenezer Learned - Charles Lee - Benjamin Lincoln - 

## M
Francis Marion - Alexander McDougall - Lachlan McIntosh - Thomas Mifflin - Richard Montgomery - Daniel Morgan - William Moultrie - Peter Muhlenberg - 

## P
John Paterson - Seth Pomeroy - Enoch Poor - Kazimierz Pulaski - Rufus Putnam - Israel Putnam - 

## S
Philip Schuyler - Joseph Spencer - Arthur St. Clair - John Stark - Friedrich Wilhelm Augustus Steuben - Charles Stewart - John Sullivan - Thomas Sumter - 

## T
John Thomas - 

## W
Artemas Ward - Joseph Warren - George Washington - Anthony Wayne - George Weedon - Anthony White - James Wilkinson - Oliver Wolcott - David Wooster - 